# Шахтный аккумуляторный электровоз
Шахтный аккумуляторный электровоз — промышленный локомотив (электровоз), применяемый в угольной промышленности для различных целей.
Шахтные аккумуляторные электровозы составляют 80 % от общего числа применяемых в угольной промышленности локомотивов. Источником электроэнергии шахтных аккумуляторных электровозов являются щелочные никель-железные (ТНЖ и ТНЖШ), никель-кадмиевые (ТНК) и кислотные (PzS) тяговые аккумуляторы, заключённые в батарейный ящик. Шахтные аккумуляторные электровозы выпускаются сцепным весом: 4,5; 5; 7; 8; 10; 14 и 28 тонн.

## Область применения
Область применения шахтных аккумуляторных электровозов напрямую связана с уровнем их взрывозащиты.
Шахтные аккумуляторные электровозы, как правило, комплектуются электрооборудованием с уровнем взрывозащиты РВ (рудничное взрывобезопасное), однако из-за аккумуляторной батареи, не отвечающей этому уровню безопасности, имеют исполнение РП (рудничные повышенной надёжности).
Аккумуляторные электровозы, оснащённые взрывобезопасным батарейным ящиком, в целом отвечают уровню взрывозащиты РВ.
Шахтные аккумуляторные электровозы в исполнении РП применяются:
- в откаточных выработках шахт I и II категорий по газу или опасных по пыли;
- в откаточных выработках со свежей струёй воздуха шахт III категории и сверхкатегорийных по газу;
- в откаточных выработках со свежей струёй воздуха на пластах, не опасных по внезапным выбросам, на шахтах, опасных по внезапным выбросам;

Шахтные аккумуляторные электровозы в исполнении РВ применяться:
- в откаточных выработках шахт, опасных по газу или пыли;
- в выработках шахт с исходящей струёй воздуха и тупиковых, проветриваемых вентиляторами местного проветривания;
- на шахтах III категории, сверхкатегорийных по газу и опасных по внезапным выбросам.

В последних двух случаях на электровозах должны быть предусмотрены переносные (индивидуальные) автоматические приборы контроля содержания метана.

## Состав шахтного аккумуляторного электровоза
Шахтный аккумуляторный электровоз включает в себя:
- механическое оборудование, состоящее из рамы, буферов, сцепных устройств, кабины, тормозной и песочной систем, редукторов, колесных пар, буксов, батарейного ящика и другого;
- электрическое оборудование, состоящее из тяговых электродвигателей, аккумуляторной батареи, пускорегулирующей аппаратуры (контроллер, пусковые сопротивления, стабилизатор напряжения, автоматический выключатель), аппаратуры сигнализации и освещения.

Рама является основной несущей частью электровоза и служит для размещения на ней всего механического и электрического оборудования, а также создания необходимого сцепного веса. Представляет собой жесткую стальную конструкцию, состоящую из боковых и поперечных листов прокатной стали, скрепляемых сваркой или болтами. Для усиления рамы в средней её части приваривается связывающая полоса, предохраняющая раму от деформации при ударах.
В торцах рамы крепятся сцепные устройства, представляющие собой буфер двухстороннего действия с резиновыми амортизаторами и штыревой сцепкой карманного типа.
Кабина для управления электровозом оборудуется в передней (а на электровозах тяжёлого типа — и задней) частях рамы. Имеет смотровое окно и обеспечивает выход на обе стороны электровоза. В кабине размещаются сиденье машиниста, контроллер, стабилизатор напряжения, звуковой сигнализатор, штурвал тормозной системы, педали управления песочницами, штепсельная коробка, огнетушитель, с внешней стороны — фара освещения.
Тормозная система электровоза включает в себя колодочные тормоза на четыре колеса с ручным приводом и электродинамическое реостатное торможение. В целях фиксации колодочной тормозной системы в заторможенном состоянии последняя снабжена храповым устройством.
Песочная система электровоза предназначена для увеличения сцепления между колёсами и рельсами при трогании с места, при буксовании колёс во время движения и при экстренном торможении состава. Состоит из двух задних и двух передних песочниц, продольных и поперечных тяг, рукояток и педалей управления. Песочницы расположены таким образом, чтобы песок всегда высыпался впереди одной из колёсных пар.
Обе оси электровоза оборудованы индивидуальными взаимозаменяемыми приводами, в состав которых входят тяговый электродвигатель, редуктор, колёсная пара и две буксы. Редуктор может быть двухступенчатым (цилиндрическим или цилиндро-коническим).
Батарейный ящик занимает большую часть рамы аккумуляторного электровоза. Предназначен для размещения аккумуляторных элементов и защиты последних от механических повреждений и попадания воды. Изготавливается из стальных листов толщиной 6—8 мм, а для жёсткости окаймляется с верхней наружной стороны стальными полосами. На батарейном ящике устанавливается автоматический штепсельный выключатель, служащий для подключения батареи к схеме электровоза или зарядному столу.
Для непрерывного контроля и измерения концентрации водорода в батарейном ящике применяется автоматический газоанализатор (типа ПКВ-2 или ТП-1133В и др.). Газоанализатор обеспечивает включение световой сигнализации при достижении предельно-допустимой концентрации водорода (2,5 % по объёму) и выключение сигнализации после её снижения ниже допустимого значения (1,3 %). В комплект поставки газоанализатора ТП-1133В входят первичный преобразователь и блок измерения.
Взрывобезопасность батарейного ящика в исполнении РВ достигается за счёт средств, предотвращающих образование взрывчатых концентраций водорода внутри его оболочки.
В шахтном аккумуляторном электровозе применяются тяговые электродвигатели типа ЭДР-7П мощностью 12 кВт; ДРТ-10; ДРТ-13М мощностью 13 кВт и др..
Включение и выключение тяговых электродвигателей, а также осуществление необходимых режимов движения (пуск, выбег, длительная езда) и реверсирование производится контроллером типа ГР-9М, КРВ-2, КР или КТВ-2.
Защита электродвигателей от перегрузки и силовой цепи от токов короткого замыкания осуществляется автоматом (АВР-2123, АВР-2122, ВАР-4, ВАР-4М, ВРВ-150М, ВАБ и др.).
Установка реле максимального тока на 200А производится на заводе-изготовителе.
Для освещения пути перед движущимся или стоящим электровозом служат взрывобезопасные фары ФВУ-3, ФРЭ1.0А, ФРЭ1,0А. Цепь освещения электровозов защищена плавкими предохранителями на 6А. Панель с плавкими вставками установлена в контроллере.
Измерение скорости движения электровоза осуществляется скоростемером (CP-2GPB1ВИ или СР-35, СР), состоящим из двух приборов: датчика и показывающего прибора. Датчик устанавливается в корпусе редуктора привода и имеет механическую связь с валом электродвигателя. Показывающий прибор устанавливается в кабине машиниста. Связь между датчиком и показывающим прибором осуществляется электрическим путём.
Для питания фар электровоза и другой вспомогательной аппаратуры постоянным напряжением 24В служит стабилизатор напряжения во взрывобезопасном исполнении. Устанавливается в кабине, под сиденьем машиниста.
Для подачи сигналов во время движения используется звуковой сигнализатор, установленный в кабине машиниста. Представляет собой механический звонок, состоящий из чашки, бойка, рычажной передачи и педали.

## Совершенствование шахтных аккумуляторных электровозов
Аккумуляторный электровоз АМ8 массой 9 т относится к средним аккумуляторным электровозам. Рама электровоза имеет безбалансирную подвеску на четырёх спиральных пружинах. Электровоз имеет колодочный механический тормоз с ручным управлением с помощью штурвала, установленного в кабине машиниста. Для улучшения сцепления колёс с рельсами на электровозе предусмотрена система подачи песка под колёса. Песок размещается в двух передних и двух задних песочницах, подача песка под колёса осуществляется двумя рукоятками, установленными в кабине машиниста. Аккумуляторная батарея типа 96ТНЖШ-500 состоит из 96 элементов и имеет среднее разрядное напряжение 115 В.  
Электровоз имеет 2 коллекторных тяговых двигателя постоянного тока с последовательным возбуждением. Общая мощность двигателей - 22,4 кВт, тип двигателей - ЭДР-10П. Редуктор электровоза - двухступенчатый, цилиндроконический, с косым разъёмом корпуса. Схема электровоза предусматривает три режима работы: езду при последовательном соединении тяговых двигателей, езду при параллельном соединении тяговых двигателей, а также выбег (движение по инерции с выключенными двигателями). Для ограничения тока тяговых двигателей при их включении, а также при переключении их соединений в цепь тяговых двигателей включается пусковой реостат типа ЯСВ-15А. По мере разгона электровоза он выключается в 3 ступени. 
Все переключения в цепях двигателей выполняются при помощи контроллера машиниста (тип - ГР-9М-1). Контроллер машиниста имеет две рукоятки - реверсивную и главную. Реверсивная рукоятка имеет 3 позиции и приводит во вращение реверсивный вал контроллера, оборудованный 8 контакторами. Главная рукоятка имеет 11 позиций и приводит во вращение главный вал контроллера с 7 контакторами, из них 5 с дугогашением. Главная рукоятка имеет нулевую позицию, 4 позиции последовательного соединения двигателей (из них 3 реостатные, 1 безреостатная), 3 позиции для перехода на параллельное соединение и 3 позиции параллельного соединения двигателей (из них 2 реостатные). 
Силовая цепь электровоза от перегрузок и коротких замыканий защищена взрывобезопасным автоматом (тип - АВР2122), расположенным на передней стенке батарейного ящика. Внутри корпуса автомата размещен индикатор разряда батареи типа ИРБ. Для освещения на электровозе установлены две взрывобезопасные фары (тип - ФВУ-3), лампы которых включены между собой последовательно. От коротких замыканий цепь освещения защищена двумя плавкими предохранителями на 6 А и диодом, находящимися в контроллере машиниста.
В 1975 году на базе электровоза АМ8 Дружковским машиностроительным заводом были разработаны и выпущены электровоз АМ8Д и его двухсекционный вариант 2АМ8Д. В них была применена безреостатная система управления с секционированием аккумуляторных батарей и ослаблением магнитного потока главных полюсов тяговых электродвигателей. Такая система позволила снизить непроизводительные затраты энергии аккумуляторной батареи в пусковом режиме электровоза.
С 2004 году на базе ходовой части электровоза АМ8Д серийно выпускается шахтный аккумуляторный электровоз нового технического уровня типа АРП8Т, в котором реализованы новая электрическая схема управления и ноу-хау в механической части.
АРП8Т комплектуется бесконтактной транзисторной системой управления, обеспечивающей все необходимые функции и заданные параметры без перегрузок и аварийных ситуаций и исключающей перегрев и преждевременный выход из строя тяговых электродвигателей,
Система электродинамического торможения электровоза с функцией подобной ABS (антиблокировочная система) легкового автомобиля в дополнение к механическим тормозам обеспечивает все необходимые виды торможения и его повышенную эффективность.
На электровозе устанавливается скоростемер СР, обеспечивающий точный контроль скорости движения локомотива.
Импульсный преобразователь напряжения ПНИ обеспечивает стабильные параметры питающего напряжения, отслеживает направление движения электровоза и автоматически включает соответствующую фару.
АРП8Т может комплектоваться как щелочными никель-железными (ТНЖШ), так и кислотными тяговыми аккумуляторными батареями (PzS).
При необходимости АРП8Т можно объединить в спаренный электровоз 2АРП-8Т.